# En route pour la joie
Albums de Noir Désir
One Trip/One Noise
(1998) Des visages des figures
(2001)
En route pour la joie est la première et seule compilation long box (coffret 3 CD) comprenant des faces B et des raretés du groupe de rock français Noir Désir sortie en 2000.

## Titres de l'album

### CD 1
| No  | Titre                                      | Album                                                                 | Durée |
| --- | ------------------------------------------ | --------------------------------------------------------------------- | ----- |
| 1.  | En route pour la joie                      | Du ciment sous les plaines                                            | 3:29  |
| 2.  | Un jour en France                          | 666.667 Club                                                          | 3:14  |
| 3.  | Long Time Man (live) - reprise de Tim Rose | Dies Irae                                                             | 5:18  |
| 4.  | Ces gens-là reprise de Jacques Brel        | Extrait de Aux suivant(s), album collectif en hommage à Jacques Brel. | 5:13  |
| 5.  | Back to You (rareté)                       | inédit                                                                | 4:00  |
| 6.  | Le Fleuve (live)                           | Dies Irae                                                             | 5:01  |
| 7.  | Là-bas (rareté)                            | inédit                                                                | 2:37  |
| 8.  | À ton étoile (Yann Tiersen mix)            | One Trip/One Noise                                                    | 4:08  |
| 9.  | Lullaby (rareté)                           | inédit                                                                | 1:57  |
| 10. | One Trip/One Noise (Treponem Pal mix)      | One Trip/One Noise                                                    | 5:25  |
| 11. | Septembre en attendant                     | 666.667 Club                                                          | 2:35  |
| 12. | Pyromane                                   | Où veux-tu qu'je r'garde ?                                            | 4:24  |
| 13. | Comme elle vient                           | 666.667 Club                                                          | 2:24  |
| 14. | What I Need (live)                         | Dies Irae                                                             | 3:47  |
| 15. | Oublié (live)                              | Dies Irae                                                             | 6:20  |
| 16. | Tostaky (le continent)                     | Tostaky                                                               | 5:30  |
| 17. | Dirty (rareté)                             | inédit                                                                | 5:41  |

### CD 2
| No  | Titre                                     | Album | Durée |
| --- | ----------------------------------------- | --- | ----- |
| 1.  | La Rage (live)                            | Dies Irae | 2:50  |
| 2.  | Le Zen émoi                               | Du ciment sous les plaines | 3:22  |
| 3.  | L'Homme pressé                            | 666.667 Club | 3:45  |
| 4.  | Aux sombres héros de l'amer               | Veuillez rendre l'âme (à qui elle appartient) | 3:00  |
| 5.  | Lolita nie en bloc                        | Tostaky | 3:30  |
| 6.  | À la longue                               | 666.667 Club | 4:27  |
| 7.  | Toujours être ailleurs                    | Où veux-tu qu'je r'garde ? | 4:35  |
| 8.  | À ton étoile                              | 666.667 Club | 4:25  |
| 9.  | Oublié (Replicant mix)                    | One Trip/One Noise | 3:41  |
| 10. | Lazy (démo)                               | inédit | 5:31  |
| 11. | La Chaleur                                | Veuillez rendre l'âme (à qui elle appartient) | 3:42  |
| 12. | One Trip/One Noise                        | Tostaky | 4:13  |
| 13. | The Holy Economic War (live)              | Dies Irae | 5:03  |
| 14. | Drunken Sailors (live)                    | inédit, extrait du concert à l'Élysée-Montmartre le 29 mars 1989                                                                                   | 3:03  |
| 15. | Pictures of Yourself                      | Du ciment sous les plaines | 3:17  |
| 16. | Les Écorchés (live)                       | Dies Irae | 3:40  |
| 17. | Working Class Hero reprise de John Lennon | Reprise de John Lennon pour l'album collectif "Liberté de circulation" (1999) au profit du Groupe d'information et de soutien des immigrés (GISTI) | 3:52  |

### CD 3
| No  | Titre                                           | Album                                                                            | Durée |
| --- | ----------------------------------------------- | -------------------------------------------------------------------------------- | ----- |
| 1.  | À l'arrière des taxis                           | Veuillez rendre l'âme (à qui elle appartient)                                    | 3:14  |
| 2.  | Here It Comes Slowly                            | Tostaky                                                                          | 3:06  |
| 3.  | Elle va où elle veut                            | Du ciment sous les plaines                                                       | 3:33  |
| 4.  | The Chameleon reprise des Saints                | Du ciment sous les plaines                                                       | 5:15  |
| 5.  | Marlène                                         | Tostaky                                                                          | 3:05  |
| 6.  | Twilight Zone (rareté)                          | inédit                                                                           | 6:09  |
| 7.  | Song for JLP                                    | 666.667 Club (chanson cachée)                                                    | 2:29  |
| 8.  | Hoo Doo                                         | Du ciment sous les plaines                                                       | 0:46  |
| 9.  | Volontaire reprise de et avec Alain Bashung     | inédit, extrait de la compilation Climax d'Alain Bashung en 1999                 | 3:25  |
| 10. | Ici Paris                                       | Tostaky                                                                          | 3:39  |
| 11. | I Want You (She's So Heavy) reprise des Beatles | inédit, une version de répétition est paru en piste cachée sur l'album Dies Irae | 4:19  |
| 12. | No, No, No                                      | Du ciment sous les plaines                                                       | 3:28  |
| 13. | Les Écorchés (Sloy mix)                         | One Trip/One Noise                                                               | 3:57  |
| 14. | Fin de siècle                                   | 666.667 Club                                                                     | 5:36  |
| 15. | Helter Skelter (live) - reprise des Beatles     | inédit, extrait du concert au Paléo Festival à Nyon le 27 juillet 1989           | 9:07  |

+ Clips Hoo Doo et En route pour la joie

## Charts
| France | Belgique | Suisse | Italie | Europe |
| ------ | -------- | ------ | ------ | ------ |
| 73     | -        | -      | -      | -      |